# Vescomtat de Rohan
El vescomtat de Rohan fou una jurisdicció feudal de Bretanya que va originar la casa de Rohan que després foren ducs i pars de França i van tenir altres nombrosos títols. Vegeu Casa de Rohan, on s'inclou una genealogia.
Els vescomtes foren: 
- Alan I de Rohan, anomenat el Negre, 1084-1147, primer vescomte de Rohan, fill d'Eudó, primer vescomte de Porhoët, família sorgida de la casa reial de Bretanya
- Alan II de Rohan, fill, 1147-mort després de 1160, segon vescomte de Rohan
- Alan III de Rohan (1135-1191), 1160-1191, tercer vescomte de Rohan
- Alain IV de Rohan el Jove (1166-1205), fill 1191-1205, vescomte de Rohan
- Jofre de Rohan (1190-1222), fill, 1205-1222, cinquè vescomte de Rohan
- Oliver I de Rohan, germà, 1222-1228, sisè vescomte de Rohan
- Alan V de Rohan (1205-1243), germà, 1228-1243, setè vescomte de Rohan
- Alan VI de Rohan (1232-1304), fill, 1243-1304, vuitè vescomte de Rohan
- Oliver II de Rohan (1271-1326), fill, 1304-1326, novè vescomte de Rohan
- Alan VII de Rohan, fill, 1326-1387, desè vescomte de Rohan
- Joan I de Rohan (1324-1396), fill, 1387-1396, onzè vescomte de Rohan
- Alan VIII de Rohan, fill, 1396-1429, dotzè vescomte de Rohan
- Alan IX de Rohan el Gran o el Constructor (1382-1462) fill, 1429-1462, catorzè vescomte de Rohan
- Joan II de Rohan (1462-1516), fill, 1462-1516, quinzè vescomte de Rohan
- Jaume de Rohan (1478-1527), fill, 1516-1527, setzè vescomte de Rohan
- Anna de Rohan (1485-1529), germà, 1527-1529, dissetena vescomtessa de Rohan, casada el 1517 amb Pere II de Rohan-Gié, fill del mariscal de Gié
- Renat I de Rohan (1516-1552), fill, 1529-1552, divuitè vescomte de Rohan
- Enric I de Rohan (1535-1575), fill, 1552-1575, dinovè vescomte de Rohan
- Renat II de Rohan (1550-1586), fill del precedent, 1575-1586, vigèsim vescomte de Rohan
- Enric II de Rohan (1579-1636), fill, 1586-1636, vigèsim primer vescomte i primer duc de Rohan

I els ducs:
- Enric III de Chabot (1616-1655), casat amb Margarita, filla d'Enric II, 1636-1655, segon duc
- Lluís I de Rohan-Chabot (1652-1727), fill, 1655-1727, tercer duc
- Lluís II de Rohan-Chabot (1679-1738), fill, 1727-1738, quart duc
- Lluís Maria Bretanya de Rohan-Chabot (1710-1791), fill, 1738-1791

Els següents ducs només van portar el títol. La llista es pot consultar a l'article casa de Rohan